# Fussa
Fussa (jap. 福生市 Fussa-shi) – miasto w Japonii, na wyspie Honsiu, w prefekturze metropolitarnej Tokio, nad rzeką Tama. Ma powierzchnię 10,16 km². W 2020 r. mieszkały w nim 56 443 osoby, w 28 190 gospodarstwach domowych  (w 2010 r. 59 856 osób, w 26 974 gospodarstwach domowych).
Powstało 1 lipca 1970 roku.